# Ernst Burmester (Maler)

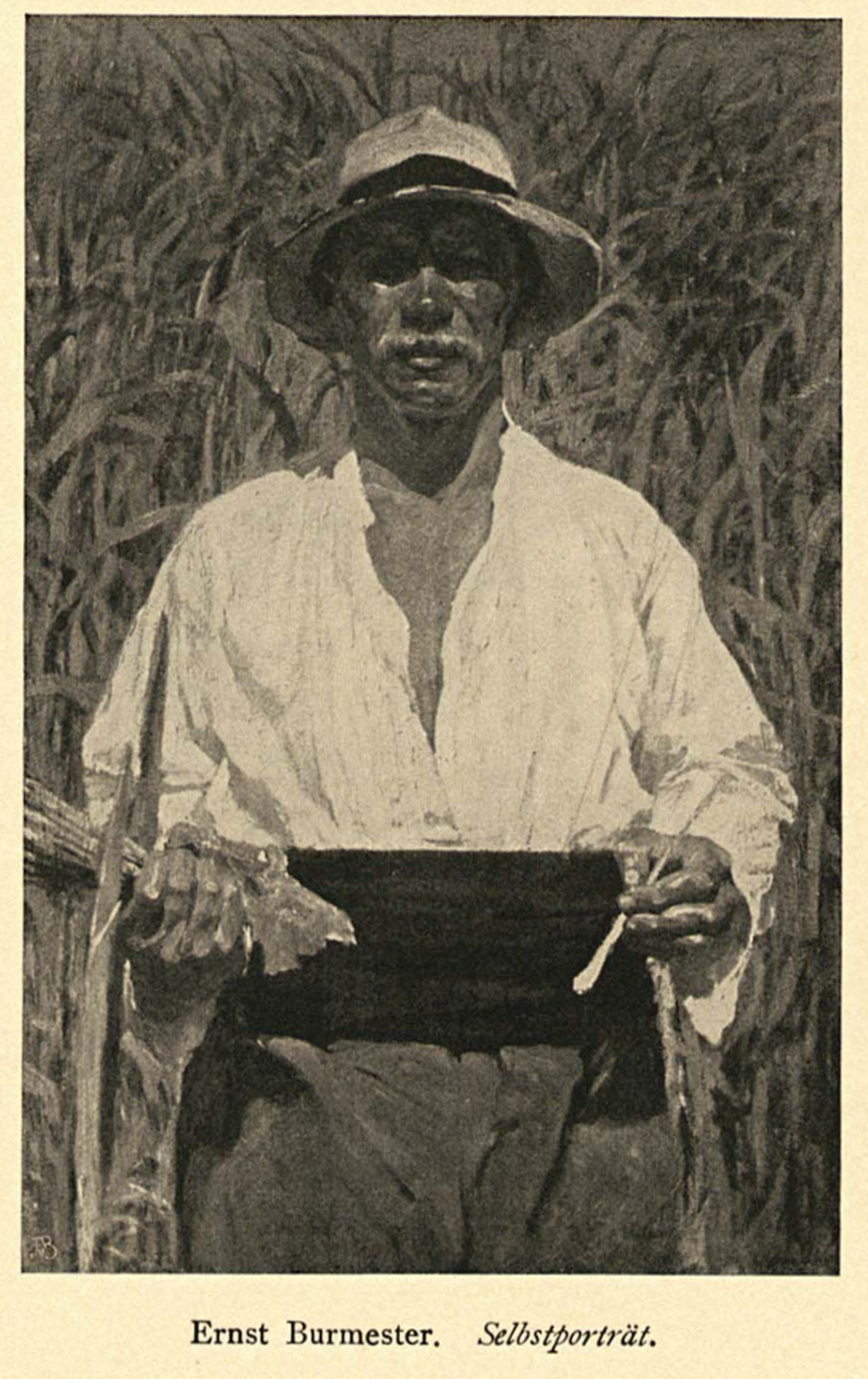
Burmesters Selbstporträt

Ernst Eduard Wilhelm Karl Burmester (* 12. Juli 1877 in Ratzeburg, Kreis Herzogtum Lauenburg; † 26. Oktober 1917 in Flandern) war ein deutscher Figuren-, Porträt- und Landschaftsmaler.

## Leben
Burmester war der zweite Sohn des Tischlermeisters Adolf Burmester und dessen zweiter Ehefrau Elise (geb. Otte). Er studierte unter Carl Bantzer und Gotthardt Kuehl an der Kunstakademie Dresden und stellte im Jahr 1906 in Dresden auf der Dritten Deutschen Kunstgewerbeausstellung Dresden aus. In München im Glaspalast waren im Jahr 1909 die beiden Bilder Ringkampf und Winternacht in Rapperswil zu sehen.

„Von seinen erfolgreichen Bemühungen um die Bewältigung des bewegten Aktes legt sein Ringkampf Zeugnis ab.“

Er war Mitglied der Münchener Secession und stellte im Frühjahr 1910 auf der Frühjahr-Ausstellung der Münchener Secession dort …sein prächtiges Selbstporträt – eine kühne Freilichtmalerei mit starken Kontrast-Wirkungen aus.
In Berlin stellte er 1907 (Herbsttag) und 1910 auf der Großen Berliner Kunstausstellung aus.
Sein Bild Sitzende Frau hängt im Kreismuseum Herzogtum Lauenburg.
Im Ersten Weltkrieg war Burmester ab 1915 als Soldat im Einsatz und nahm als Angehöriger des 3. Infanterie-Regiments 1917 an der Dritten Flandernschlacht teil. Seit dem 26. Oktober 1917 galt er als „bei Passchendaele vermisst“ und wurde nachträglich vom Amtsgericht München für tot erklärt. Als Zeitpunkt seines Todes wurde der 26. Oktober 1917 festgesetzt.

## Weitere Ausstellungen (Auswahl)
- 1908: Kunstsalon Emil Richter, Dresden. Sonderausstellung Ernst Burmester, Ernst Richard Dietze, Carl Brose.[10]
- 1909: Sonderausstellung Ernst Burmester, Ernst Richard Dietze, Carl Brose. 6. Januar bis Mitte Februar 1909. Galerie Pietro del Vecchio, Leipzig.[11]

## Bildergalerie

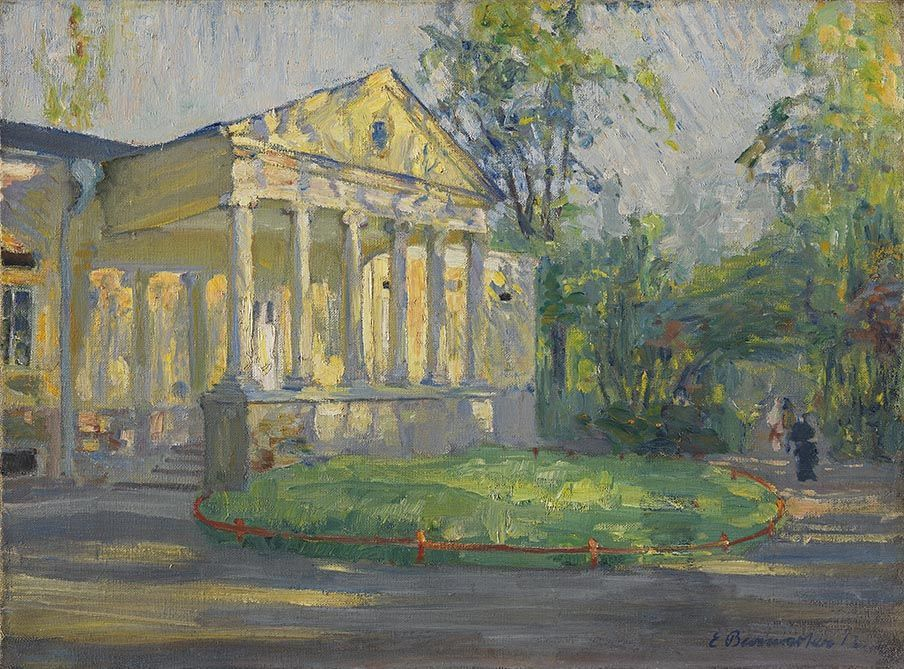
Ballhaus im Englischen Garten (1913)
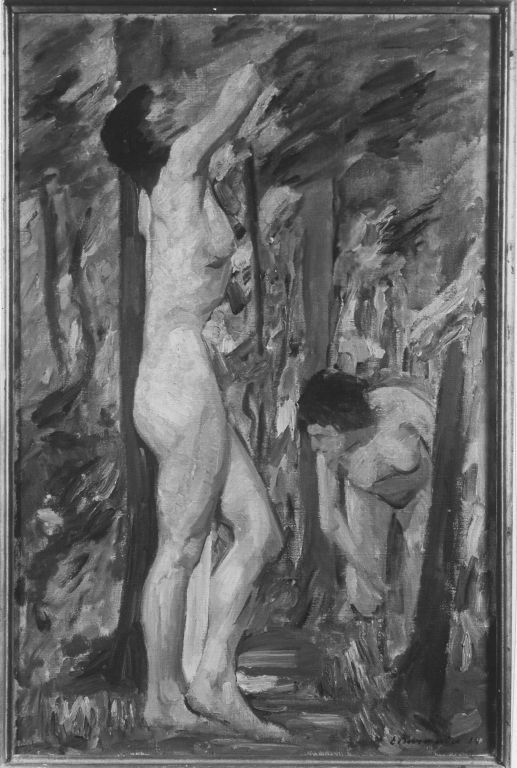
Zwei weibliche Akte im Grünen (1914)
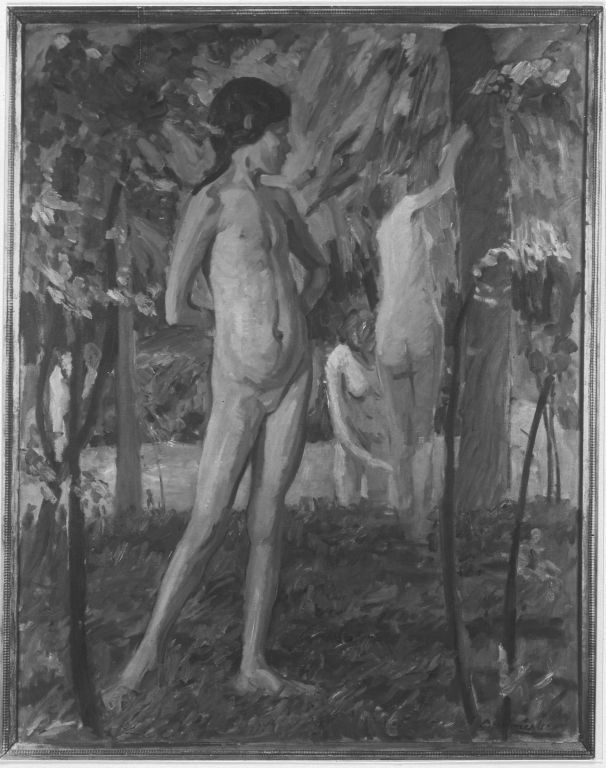
Waldbad (1914)
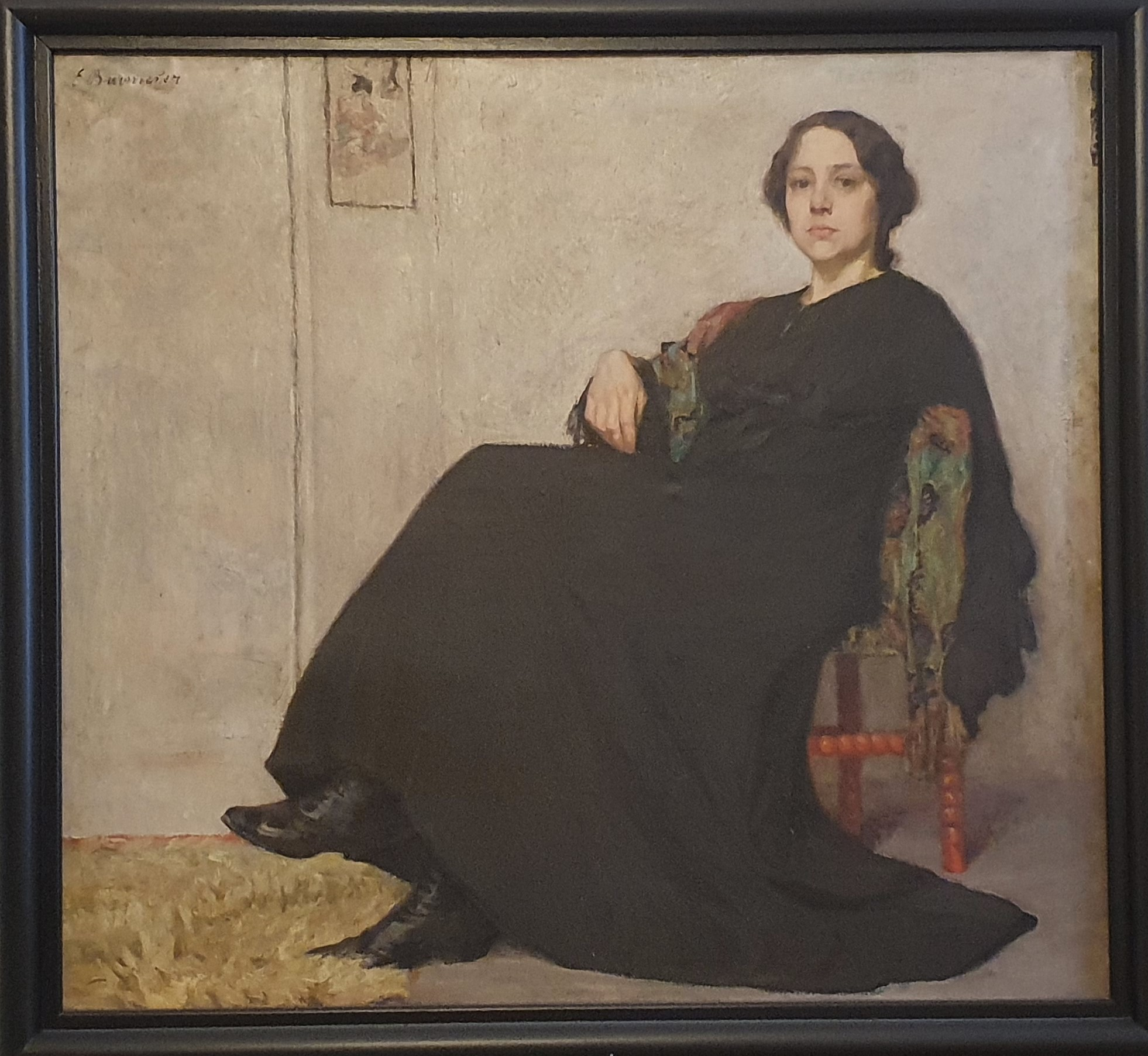
Sitzende Frau (undatiert)